# Hery Rajaonarimampianina
Dans le nom malgache Rajaonarimampianina Hery, le nom de famille précède le prénom, mais cet article utilise l’ordre habituel en français Hery Rajaonarimampianina, où le prénom précède le nom.
Hery Rajaonarimampianina (prononciation : heˈri radzawˌnariˈmampʲanː), né le 6 novembre 1958 à Sabotsy Namehana, est un homme d'État malgache. Il est président de la république de Madagascar de 2014 à 2018. Il démissionne de la présidence pour se présenter à l'élection présidentielle, où il est éliminé dès le premier tour du scrutin.

## Biographie

### Origines et études
Issu d'un milieu modeste, Hery Martial Rajaonarimampianina Rakotoarimanana passe son enfance et son adolescence à Antsofinondry, un des 22 fokontany de la commune de Sabotsy Namehana, dans lequel il est né.
En 1982, il obtient une licence en sciences économiques à l'Établissement d'enseignement supérieur de droit, d'économie, de gestion et de sciences sociales (EESDEGS) de l'université d’Ankatso à Antananarivo.
Il poursuit ses études au Canada et décroche un DTS en finance et comptabilité à l'université du Québec à Trois-Rivières, quatre ans plus tard. En 1991, il obtient dans ce même pays son diplôme d'expertise comptable du Certified General Accountant's Association.
Il est marié à Voahangy Rajaonarimampianina.

### Carrière professionnelle
De 1991 à 1995, Hery Rajaonarimampianina est directeur des études à l'Institut national des sciences comptables et de l'administration d'entreprises (INSCAE), poste qu’il occupe tout en exerçant sa profession d'expert-comptable. Durant cette période, il enseigne également à l'université de Tananarive et à l'Institut d'administration des entreprises de Metz, en France.
En 1995, il fonde son cabinet d'expertise comptable et commissariat aux comptes. Fort d’une cinquantaine de collaborateurs, le cabinet intervient dans tout Madagascar dans de nombreux secteurs d’activités pour le compte de sociétés commerciales, d’organismes nationaux et internationaux, de projets financés par les bailleurs de fonds.
En 2009, il est nommé président en 2009 de l'ordre des experts-comptables et commissaires aux comptes de Madagascar pour une période de 5 ans.
Il est aussi nommé vice-président du Conseil supérieur de la comptabilité ou encore conseiller du Comité pour la sauvegarde de l’intégrité depuis 2004.

### Parcours politique

#### Ministre des Finances d'Andry Rajoelina
En 2009, Hery Rajaonarimampianina intègre un gouvernement issu d’une prise de pouvoir anticonstitutionnelle en qualité de ministre des Finances et du Budget. Il doit composer sans le soutien de la communauté internationale qui a été retiré au pays en raison de l’illégitimité de ce gouvernement, le tout dans un contexte économique mondial dégradé.
Pendant quatre ans, il réussit à contenir l’inflation et à maintenir la stabilité de l'ariary, l'unité monétaire malgache. L'administration sous Rajoelina paye également en temps et en heure les traitements des fonctionnaires et des agents de l'État en réduisant par exemple 90 % du budget de l’agriculture dans un pays qui compte 80 % de paysans. Le régime de la Transition contribue à résoudre les crises sociales à répétition liées au contexte économique de la Grande Île, dans les universités (enseignants, étudiants, personnels techniques), les milieux hospitaliers (médecins, paramédicaux), ou encore chez les agents des douanes.
Devenu président du conseil d'administration d'Air Madagascar en juillet 2011, Hery Rajaonarimampianina y représente l'État malgache et y mène à ce titre une nécessaire politique de redressement financier.

#### Candidat à l'élection présidentielle
Sans parti mais ouvertement soutenu par Andry Rajoelina, président de la Haute Autorité de transition de Madagascar contesté par la communauté internationale et qui ne se représentait pas, Hery Rajaonarimampianina se présente quarante-cinq jours avant le premier tour sous l'étiquette de l'association Hery Vaovao hoan'i Madagasikara parmi 32 autres candidats à l'élection présidentielle des 25 octobre et 20 décembre 2013.
Il est notamment opposé au candidat de l'ancien président Ravalomanana, Jean-Louis Robinson du parti Antoko ny Vahoaka Aloha No Andrianina (AVANA), à deux anciens Premiers ministres de la Transition, Camille Vital et Roindefo Monja, ou encore à d’autres ténors de la vie politique de Madagascar, l’ancien vice-Premier ministre Hajo Andrianainarivelo, l’ancien ministre des Affaires étrangères, Pierrot Rajaonarivelo, au neveu de l'ancien président, Roland Ratsiraka, qui se sont tous préparés depuis plusieurs mois voire depuis des années à cette course à la magistrature suprême.
Arrivé deuxième à l'issue de ce premier tour, avec 15,85 % des voix, contre Jean-Louis Robinson, il prend le défi de rassembler autour de lui les opposants à l'ancien président Ravalomanana qui cumulent, lors de ce premier scrutin un total de 55 %.
Lors du second tour, il rassemble largement son camp en obtenant de nombreux ralliements, dont Roland Ratsiraka, neveu de l’ancien président Didier Ratsiraka, du parti MTS et Pierrot Rajaonarivelo du parti AREMA, ainsi que le soutien du président de la Transition, Andry Rajoelina. Dès le prononcé des premiers résultats provisoires, il arrive rapidement en tête des estimations temporaires de la Commission électorale nationale indépendante pour la transition (CENIT) dans des élections que les observateurs internationaux jugent « libres, transparentes, fiables et crédibles », malgré des « irrégularités isolées » et dont le bon déroulement est salué par l'ONU.
Ses dépenses électorales, estimées à 43 millions de dollars, en font la campagne présidentielle la plus chère du monde au regard du nombre de voix obtenues. Selon une étude financée par l’Union Européenne, chaque voix lui a ainsi coûté 21,5 dollars, soit quasiment le double du montant par électeur pour l'élection de Donald Trump aux Etats-Unis en 2016, et quinze fois plus que l'élection présidentielle française.

#### Président de la République
Le 17 janvier 2014, il est officiellement proclamé président de la République par la Cour électorale spéciale, avec 53,49 % des suffrages devant son adversaire, Jean-Louis Robinson, crédité de 46,51 % des voix. Le camp de ce dernier accuse cependant de fraude électorale celui du nouveau président. Dès son élection, Rajaonarimampianina devient le chef d'État ayant le plus long nom avec 44 lettres dans son nom complet, et 19 dans son nom de famille.
Il est investi le 25 janvier 2014 à Mahamasina en présence de son adversaire qui a reconnu sa défaite quelques jours plus tôt.
Le président fait rapidement face à de nombreux problèmes, ne réussissant à nommer un Premier ministre qu'au bout de deux mois et demi. En effet, le président veut se départir de l'influence d'Andry Rajoelina, maire d'Antananarivo et homme fort de la transition, qui avait soutenu sa candidature. Ce dernier désire nommer le premier ministre comme la Constitution de la IVe République lui en donne le droit[réf. souhaitée], ce que le président refuse. Finalement, le choix se porte sur Roger Kolo, un médecin avec une forte expérience internationale et des contacts au sein de nombreuses ONG.
Le départ de Kolo quelques mois plus tard va d'ailleurs causer plus de problèmes encore au président que son arrivée tardive. En effet, le Premier ministre démissionne avec son gouvernement le 12 janvier 2015 à la suite de nombreuses critiques notamment sur leur gestion de l'approvisionnement de Madagascar en électricité. La vacance du pouvoir qui s'ensuit est propice à la création de l'alliance Ambodivona, une coalition spontanée au parlement qui, forte de ses quatre-vingt députés, compte présenter un Premier ministre au président, Jean Ravelonarivo. Cependant, la Haute Cour constitutionnelle (HCC) estime le 12 février que cette alliance n'est pas majoritaire (quand bien même elle aurait 80 membres sur 151 députés). Le président est alors accusé d'avoir forcé la main de la HCC et donc de ne pas respecter la séparation des pouvoirs. Cela entraîne quelques semaines plus tard la préparation d'un vote de déchéance du président.
Le président Rajaonarimampianina est également critiqué pour utiliser la religion à des fins politiques et porter atteinte au caractère laïc de l’État.
En juin 2017, la femme d'affaires Claudine Razaimamonjy, conseillère spéciale de Rajaonarimampianina et membre fondatrice du HVM, est incarcérée pour détournement de fonds publics, abus de fonction et favoritisme dans l'attribution de marchés publics. Le rôle du gouvernement dans cette affaire avait été critiqué par le Syndicat des magistrats et l'association de lutte contre la corruption Rohy pour ses tentatives d'interférences dans la justice. Entre 2013 et 2017, Madagascar passe de la 127e place à la 155e en termes de perception de la corruption parmi les différents pays du monde.

##### Procédure de destitution
Le 26 mai 2015, les députés se prononcent sur la destitution de Rajaonarimampianina, arguant l'article 131 de la Constitution de la Quatrième République : 121 voix pour, 4 voix contre, la majorité requise étant celle des deux tiers, soit 101 voix. Il est reproché au président d'être incompétent et de ne pas respecter la Constitution, notamment quant à la séparation des pouvoirs.
Ce vote sévère est en grande partie dû à l'absence de membres du parti présidentiel, le HVM, élus à l'assemblée. Par ailleurs, les quatre-vingt membres de l'opposition prononcée au régime (alliance Ambodivona) ont voté pour la déchéance. Cependant, cette destitution ne prend pas effet immédiatement, car la Haute Cour constitutionnelle doit encore statuer sur sa légitimité.
Le 13 juin 2015, la Haute Cour constitutionnelle rejette la demande de destitution du président.

##### Crise politique de 2018
Le 26 avril 2018, l'opposition demande à la Cour suprême de destituer le président, celle-ci l'accusant de vouloir l'empêcher de se présenter aux prochaines élections présidentielles et législatives . Le 25 mai 2018, la Cour suprême donne dix jours au président pour nommer un gouvernement d'union nationale, devant respecter le résultat des législatives, et avance l'élection présidentielle malgache de 2018 à une date comprise entre mai et septembre 2018. Elle demande également à Hery Rajaonarimampianina de démissionner dans les soixante jours avant la présidentielle s'il souhaite se représenter.
Le 31 mai 2018, le ministre de la Défense déclare que l'armée interviendrait en cas d'échec des négociations.
Le 1er juin 2018, la Cour suprême donne jusqu'au 5 juin au Premier ministre pour quitter ses fonctions et jusqu'au 12 juin pour que son successeur soit nommé. Le 3 juin, le président refuse de nommer l'une des trois personnalités proposées par l'opposition pour diriger le gouvernement.
Le 4 juin 2018, Olivier Mahafaly Solonandrasana annonce sa démission après que la Haute Cour constitutionnelle exige la nomination d'un « Premier ministre de consensus » afin de sortir de la crise politique. Le jour même, Christian Ntsay est chargé de former un gouvernement. Le 11 juin, le gouvernement est formé.

#### Élection présidentielle de 2018 et démission
Le 17 août 2018, il annonce sa candidature à l'élection présidentielle malgache. Le 7 septembre 2018, il quitte ses fonctions de président de la République pour pouvoir participer au scrutin,. Rivo Rakotovao devient alors président par intérim en qualité de président du Sénat, conformément à l'alinéa 2 de la Constitution qui dispose : « Le président de la République en exercice qui se porte candidat aux élections démissionne de son poste soixante jours avant la date du scrutin présidentiel. Dans ce cas, le président du Sénat exerce les attributions présidentielles courantes jusqu'à l'investiture du nouveau président. ».
Avec une faible popularité et un certain manque de charisme, il mène une campagne compliquée. Ainsi, lors de son dernier meeting de campagne, le 5 novembre à Tuléar, seule une dizaine de personnes l'accueille à l'aéroport.
Obtenant 8,82 % des voix, il est éliminé dès le premier tour. Il ne donne pas de consigne de vote en vue du second tour, qui voit s'opposer les anciens chefs de l'État Andry Rajoelina et Marc Ravalomanana.

#### Élection présidentielle de 2023
En août 2023, il se déclare candidat à l'élection présidentielle du 16 novembre suivant. Avec Marc Ravalomanana, un autre ancien président lui aussi candidat, il fait partie du « collectif des onze » qui appelle à boycotter la campagne pour contester le processus électoral. Il termine à la quatrième place avec 5,18 % des voix.

## Distinctions honorifiques
- Grand cordon de l'ordre national Malagasy